# Roumanisation
Le mot roumanisation (roumain : românizare) désigne divers phénomènes historiques :
- langue :
  - le passage, entre la fin du XVIIIe siècle et le début du XIXe siècle, du slavon (langue liturgique) et du grec (langue politique) au roumain (langue vernaculaire) dans les « principautés danubiennes » de Moldavie et Valachie, ainsi que chez les roumanophones des régions voisines (Banat, Maramureș, Transylvanie, Bucovine, Bessarabie et Dobrogée) ;
  - l'intégration selon les règles orthographiques du roumain (« emprunt naturalisé ») de mots provenant d'autres langues, comme le français (22,12 % du lexique actuel[1] avec par exemple abajur, toaletă ou parbriz) ou l'anglais (avec par exemple feribot, meci venant de « match » ou tramvai) ; cette roumanisation promue par l'Académie roumaine est ignorée par le marché et par la jeunesse qui introduisent depuis 1990 une masse d'anglicismes sans les naturaliser, en conservant donc l'orthographe anglaise, comme browser, download, mall, link ou printer (ce « processus inverse » multiplie les « emprunts anglicistes ») ;
  - l'adoption en 1918, dans les régions à majorité roumanophone rattachées à la Roumanie (Banat, Maramureș, Transylvanie, Bucovine, Bessarabie et Dobrogée) et en 1989 en République socialiste soviétique de Moldavie, des toponymes roumains locaux comme dénominations officielles, à la place des noms officiels antérieurs germaniques, hongrois ou russes (le « processus inverse », lorsque ces régions ont été détachées de la Moldavie ou de la Roumanie, est la germanisation, la magyarisation ou la russification) ;
  - le retour, en République de Moldavie, en 1989-1992, au roumain comme langue officielle et de communication inter-ethnique et à l'alphabet latin, par opposition au moldavisme soviétique qui écrivait la langue en caractères cyrilliques russes, l'appelle moldave, la définit comme différente du roumain et utilise le russe comme langue de communication inter-ethnique (de 1994 à 2023, les gouvernements moldaves pro-russes sont revenus au moldavisme).
- histoire :
  - la renaissance culturelle roumaine entre le milieu du XVIIIe siècle et le début du XXe siècle dans les régions habitées par les roumanophones, manifestée par la Révolution transylvaine de 1784, celle moldave et valaque de 1821 et celle de 1848 ;
  - la sécularisation, par le gouvernement Cuza, des immenses domaines ecclésiastiques (dont les revenus partaient à la République monastique du Mont-Athos et au patriarcat œcuménique de Constantinople), en 1864-65 ;
  - la naturalisation, en 1921-1923, des minorités non-chrétiennes et non-roumanophones incluses dans la Grande Roumanie dans le cadre de l'instauration de la démocratie parlementaire ;
  - la nationalisation, durant cette même période, des grands domaines latifundiaires dont les propriétaires résidaient à l'étranger, et leur partage entre les ouvriers agricoles sans terre vivant dans leur périmètre ;
  - le processus de substitution du roumain, à la place de l'aroumain, entre 1889 et 1940, par le financement d'un réseau d'enseignement en roumain auprès des minorités valaques des Balkans ;
  - la mise-en-place, à partir de 1937, d'un numerus clausus dans les universités et certaines professions libérales, limitant le nombre des minoritaires et réservant un pourcentage d'au moins trois quarts (parfois plus) aux roumanophones (qui, historiquement, avaient un niveau de vie et d'éducation inférieur aux minorités, notamment dans les régions ayant appartenu aux empires d'Autriche-Hongrie et de Russie) ;
  - la confiscation par la dictature fasciste d'Ion Antonescu, entre 1941 et 1944, des commerces et entreprises appartenant aux juifs et aux ressortissants des pays ennemis (notamment britanniques et américains)[2] ;
  - la mise en place d'une colonisation roumaine (notamment de fermiers expulsés de Transylvanie du Nord, cédée à la Hongrie en 1940) et la transformation de certains noms de lieux en Transnistrie, région ukrainienne occupée par le régime Antonescu entre 1941 et 1944 ;
  - l'utilisation, par la dictature communiste de Nicolae Ceaușescu, des idées nationalistes roumaines, en lieu et place des valeurs internationalistes jusque-là promues par le régime communiste, et le retour au roumain comme seule langue officielle et d'enseignement, au détriment des minorités (ce qui a été dénommé par l'historienne Catherine Durandin: « national-communisme »)[3].